# Magic (Bruce-Springsteen-Album)
Magic (englisch für Magie oder Zauberei) ist das 15. Studioalbum des US-amerikanischen Rockmusikers Bruce Springsteen. Es erschien am 28. September 2007 bei Columbia Records.

## Hintergrund
Abgesehen von dem Lied Long Walk Home, welches in einer anderen Form bereits auf der Seeger Sessions Band Tour gespielt wurde, wurden alle Stücke des Albums gegen Ende des Jahres 2006 geschrieben. Die Auslese der Songs wurde dem Produzenten Brendan O’Brien überlassen. Diese ausgewählten Tracks wurden dann in den Atlanta’s Southern Tracks Studios innerhalb von etwa acht Wochen aufgenommen. Aus organisatorischen und logistischen Gründen wurden für die einzelnen Aufnahmen der Instrumentalspuren und Overdubs jeweils nur wenige Bandmitglieder in das Studio eingeladen.

## Titelliste
Die insgesamt zwölf Lieder dauern etwa 48 Minuten. Das letzte Stück, Terry’s Song, wird oft gar nicht oder nur als Hidden Track angegeben. Alle Titel wurden von Bruce Springsteen selbst geschrieben.
1. Radio Nowhere – 3:21
2. You’ll Be Comin’ Down – 3:46
3. Livin’ in the Future – 3:56
4. Your Own Worst Enemy – 3:19
5. Gypsy Biker – 4:32
6. Girls in Their Summer Clothes – 4:20
7. I’ll Work for Your Love – 3:35
8. Magic – 2:46
9. Last to Die – 4:17
10. Long Walk Home – 4:35
11. Devil’s Arcade – 5:08
12. Terry’s Song – 4:11

Dieses Lied ist dem langjährigen Freund und Arbeitskollegen Springsteens, Terry Magovern, gewidmet, der am 30. Juli 2007 verstorben ist.

## Rezeption

### Chartplatzierungen
| ChartsChartplatzierungen       | Höchstplatzierung | Wochen |
| ------------------------------ | ----------------- | ------ |
| Deutschland (GfK)              | 3 (28 Wo.)        | 28     |
| Österreich (Ö3)                | 1 (13 Wo.)        | 13     |
| Schweiz (IFPI)                 | 4 (15 Wo.)        | 15     |
| Vereinigte Staaten (Billboard) | 1 (26 Wo.)        | 26     |
| Vereinigtes Königreich (OCC)   | 1 (17 Wo.)        | 17     |

| ChartsJahrescharts (2007)      | Platzierung |
| ------------------------------ | ----------- |
| Deutschland (GfK)              | 57          |
| Österreich (Ö3)                | 55          |
| Schweiz (IFPI)                 | 42          |
| Vereinigte Staaten (Billboard) | 72          |
| Vereinigtes Königreich (OCC)   | 77          |

### Auszeichnungen für Musikverkäufe
| Land/Region                  | Auszeichnungen für Musikverkäufe (Land/Region, Auszeichnung, Verkäufe) | Verkäufe  |
| ---------------------------- | ---------------------------------------------------------------------- | --------- |
| Australien (ARIA)            | Gold                                                                   | 35.000    |
| Belgien (BRMA)               | Gold                                                                   | (15.000)  |
| Dänemark (IFPI)              | Platin                                                                 | (30.000)  |
| Deutschland (BVMI)           | Platin                                                                 | (200.000) |
| Europa (IFPI)                | Platin                                                                 | 1.000.000 |
| Finnland (IFPI)              | —                                                                      | (14.966)  |
| Irland (IRMA)                | 3× Platin                                                              | (45.000)  |
| Italien (FIMI)               | —                                                                      | (120.000) |
| Neuseeland (RMNZ)            | Gold                                                                   | 7.500     |
| Niederlande (NVPI)           | Gold                                                                   | (35.000)  |
| Österreich (IFPI)            | Gold                                                                   | (10.000)  |
| Schweden (IFPI)              | 2× Platin                                                              | (80.000)  |
| Schweiz (IFPI)               | Gold                                                                   | (15.000)  |
| Spanien (Promusicae)         | Platin                                                                 | (80.000)  |
| Vereinigte Staaten (RIAA)    | Platin                                                                 | 1.000.000 |
| Vereinigtes Königreich (BPI) | Gold                                                                   | (100.000) |
| Insgesamt                    | 6× Gold · 10× Platin ·                                                 | 2.077.500 |

Hauptartikel: Bruce Springsteen/Auszeichnungen für Musikverkäufe